# Джънбао
Джънбао (на традиционен китайски: 珍寶島, на опростен китайски: 珍宝岛, на пинин: Zhēnbǎo dǎo, българска система: Джънбао дао, в превод Скъпоценният остров, на руски: Даманский) е неголям китайски остров на река Усури, на границата с Русия. Заема площ от 0,74 км² и е разположен на 230 км южно от Хабаровск.
Преди всичко островът е известен като място на разразилия се през март 1969 г. пограничен конфликт между Съветския съюз и Китайската народна република. През 2004 г. е заснет документалния филм „Остров Дамански. 1969 година“, който разказва за събитията като включва интервюта с участниците и лидерите в конфликта и на двете страни.
След разпадането на СССР на 19 май 1991 г. 2-те страни подписват споразумение, с което остров Джънбао е предаден под юрисдикцията на КНР.